# Adesmia melanthes
Adesmia melanthes är en ärtväxtart som beskrevs av Rodolfo Amando Philippi. Adesmia melanthes ingår i släktet Adesmia och familjen ärtväxter. Inga underarter finns listade i Catalogue of Life.